# 卡多拉戈
卡多拉戈（義大利語：Cadorago），是意大利科莫省的一个市镇。总面积7.08平方公里，人口7499人，人口密度1059.2人/平方公里（2009年）。ISTAT代码为013036。